# 3،2،1-تريازول
3,2,1-تريازول هو مركب عضوي حلقي غير متجانس له الصيغة الكيميائية C2H3N3، ويكون على شكل سائل عديم اللون.
يتألف المركب بنيوياً من حلقة خماسية غير مشبعة حاوية على ثلاث ذرات من النتروجين، وهو بذلك ينتمي إلى مركبات التريازول.

## التحضير
يحضر مركب 3,2,1-تريازول من تفاعل الإضافة الحلقية 3،1-ثنائية القطبية بين أزيد وألكين، بوجود حفازات من النحاس أو الروثينيوم.

## الخواص
يوجد مركب 3,2,1-تريازول في الشروط القياسية على شكل سائل عديم اللون، وهو قابل للامتزاج مع الماء بسهولة. يبدي المركب خواص عطرية وهو ذو قاعدية ضعيفة. يحدث للمركب تصاوغ صنوي بين الشكلين 1H- و 2H- ؛ إلا أن الشكل 2H- هو الشكل السائد في أغلب المذيبات.
يعطي التحلل الحراري للمركب تحت الفراغ وعند درجات حرارة حوالي 500 °س الأزيريدين مع فقدان النتروجين الجزيئي N2؛ كما يخضع المركب إلى تفاعل إعادة ترتيب ديمروث Dimroth rearrangement.

## الاستخدامات
يستخدم مركب 3,2,1-تريازول في تحضير المركبات العضوية الأخرى، وفي تحضير بعض العقاقير مثل تازوباكتام.

## اقرأ أيضاً
- آزولات
- تريازول
- 4،2،1-تريازول